# Dioscorea lawrancei
Dioscorea lawrancei är en enhjärtbladig växtart som beskrevs av Reinhard Gustav Paul Knuth. Dioscorea lawrancei ingår i släktet Dioscorea och familjen Dioscoreaceae. Inga underarter finns listade i Catalogue of Life.